# السيد كروكيت
السيد كروكيت Mr. Crocket هو فيلم رعب أمريكي صدر عام 2024، من إخراج براندون إيسبي في أول تجربة إخراجية له، ويستند إلى فيلمه القصير الذي أخرجه عام 2022 بنفس العنوان. يقوم ببطولة الفيلم إلفيس نولاسكو في دور السيد كروكيت، إلى جانب جيريكا هينتون وآيدن غافن وكريستولين لويد وأليكس أكبوبومي. تدور أحداث الفيلم حول أم تنطلق في مهمة خطيرة لإنقاذ ابنها من مقدم برنامج أطفال شيطاني يقوم باختطاف الأطفال. 

## قصة الفيلم
في عام 1993، يصبح الطفل دارين هاربر مهووسًا ببرنامج تلفزيوني للأطفال يُدعى "عالم السيد كروكيت"، الذي يستضيفه السيد كروكيت ودمى تُدعى بوغالو بلو وسكواكي بيرد. يجد دارين شريط الفيديو في مكتبة مجانية خارج منزله. خلال العشاء، يسيء زوج والدته كيفن معاملته لفظيًا، فيظهر السيد كروكيت من التلفاز ويقتل كيفن، ثم يختفي مع دارين، مما يترك والدته روندا في حالة صدمة.
بعد عام، تكافح سمر بيفرلي لتربية ابنها مايجور بعد وفاة زوجها. تظهر مكتبة مجانية خارج منزلها تحتوي على شريط "عالم السيد كروكيت"، وتعطيه لمايجور، الذي يصبح مهووسًا بالبرنامج. في وقت لاحق، يظهر السيد كروكيت من التلفاز ويأخذ مايجور معه عبر بوابة سحرية.
تلتقي سمر بروندا، التي أصبحت مشردة، وتكتشف أن السيد كروكيت كان مضيفًا لبرنامج أطفال قُتل في تبادل لإطلاق النار مع الشرطة بعد اتهامه باختطاف طفل في عام 1979. تنضم إليهما إيدي بريغز، الذي فقد ابنته أيضًا، ويستخدمون قدرات روندا النفسية لتتبع السيد كروكيت. يدخلون بوابة تؤدي إلى نسخة كابوسية من "عالم السيد كروكيت"، حيث يُحتجز الأطفال.
يواجهون السيد كروكيت، الذي يكشف عن ماضيه وكيف أصبح كائنًا خارقًا بعد عقد مع الشيطان لحماية الأطفال من الآباء المسيئين. يتضح أن إيدي هو في الواقع أنتوني ويليامز، الطفل الذي اختطفه السيد كروكيت في عام 1979، والذي كان يسعى للعودة إلى عالم السيد كروكيت. لكن السيد كروكيت يرفضه ويأمر دميته بقتله.
يُطلب من مايجور الاختيار بين والدته والسيد كروكيت، ويختار الأخير، لكنه يسرق القلم السحري من السيد كروكيت ويسلمه لسمر، التي تستخدمه لقتل السيد كروكيت. تهرب سمر مع مايجور والأطفال الآخرين إلى العالم الحقيقي.
في النهاية، تبدأ سمر في ملاحظة سلوك غريب من مايجور، وتدرك أن تأثير السيد كروكيت لا يزال قائمًا، خاصة عندما تراه يحمل القلم السحري مرة أخرى.